# 鲍勃·凯恩
鲍勃·凯恩（原名：罗伯特·卡恩 ，1915年10月24日—1998年11月3日），是一名美国的著名漫画家、编剧，是著名漫画《蝙蝠侠》的原始作者，即“蝙蝠侠之父”。

## 早期生活
他出生于美国纽约市的猶太人家庭，原名罗伯特·卡恩（Robert Kahn）。高中就读于纽约市布朗克斯的德威特克林顿高中，著名美国漫画家威尔·埃斯纳是他的高中同学和朋友。 在他18岁高中毕业时，他把自己的名字改成鲍勃·凯恩（Bob Kane）。
高中毕业后，他在纽约市库柏联盟学院学习艺术。
1934年，他加入麦克斯·弗莱舍画室做一名实习漫画家。
鮑伯凱恩令人感到很難過的是，他的朋友和搭檔與他共同創立《蝙蝠俠》，幫助鮑伯凱恩得到今天的成就，讓他一輩子不愁吃不愁穿。但他卻讓他的朋友—比爾·芬格身無分文黯淡的死去。

## 职业生涯和主要作品
- 1936年，他作为一个自由职业者正式进入漫画界。他为漫画杂志《Wow, What A Magazine!》作画，其中包括他的处女作：黑白漫画系列《Hiram Hick》。[3][4]

- 1937年到1939年，鲍勃·凯恩为位于纽约的著名漫画工作室“埃斯纳伊格工作室（英语：Eisner & Iger）”工作。其间，他创作了很多风趣幽默的漫画作品：“Peter Pupp”发表于英国漫画杂志《Wags》；“Ginger Snap”发表于漫画杂志《More Fun Comics》；“Oscar the Gumshoe”发表于漫画杂志《侦探漫画》；“Professor Doolittle”发表于漫画杂志《Adventure Comics》。[3]

- 1939年，凯恩画了几个由比尔·芬格（Bill Finger）编写的冒险漫画：“Rusty and his Pals”发表在漫画杂志《Adventure Comics》上；“Clip Carson”发表在漫画杂志《Action Comics》上。他与芬格的合作终于创造出了著名漫画形象“蝙蝠侠”。[5]虽然鲍勃·凯恩承认比尔·芬格在创造“蝙蝠侠”中的地位，但是芬格的作者地位始终未获得官方认可。[6]1939年5月，“蝙蝠侠”首次出现在《侦探漫画》第27期的封面上。不久凯恩雇佣另一位漫画家 Jerry Robinson作为创作助手。凯恩和他的小组还创造了许多稀奇古怪的“罪犯”的形象，其中包括：小丑（the Joker）、企鵝（the Penguin）、貓女（Catwoman）、雙面人（Two-Face）、謎天大聖（Riddler）等。[7][8]

- 凯恩主持“蝙蝠侠”创作工作，直到1940年中期。在此之后，直到1964年，虽然他的名字一直被列为“蝙蝠侠”的作者，但是创作工作已经转由其他画家主持。

- 在50年代，凯恩接受邀请来到好莱坞。主持电视卡通角色“大胆猫”（Courageous Cat）的创作工作。

- 1965年，他被邀请协助電視動畫“蝙蝠侠”的制作。

- 1969年，凯恩创作了另外一个卡通系列“Cool McCool”。[9]

- 从60年代晚期，凯恩开始在各地举办画展。他发表了几组绘画作品直到70年代晚期。在此之后，凯恩再也没有漫画作品问世。

- 1989年，凯恩出版了他的自传《蝙蝠侠和我》（Batman and Me），1996出版了自传的续集《蝙蝠侠和我，传奇继续》（Batman and Me, The Saga Continues）。

- 1998年11月3日，因为长时期患病，鲍勃·凯恩于加州洛杉矶逝世，享年83岁。[10]

## 家庭
他的妻子Elizabeth Sanders（昵称：Kane）是一名女演员，曾经出演三部“蝙蝠侠”的电影。他还有一个女儿名叫：Deborah Majeski。

## 获奖和荣誉
- 1996年，正式进入美国“威尔·埃斯纳名人堂”（Will Eisner Hall of Fame）。

### 脚注
1. ↑  Weinstein, Simcha.  1st. Leviathan Press. 2006. ISBN 978-1-881927-32-7.
2. ↑  Kane, Bob; Tom Andrae. . Forestville, CA: Eclipse Books. 1989: 44. ISBN 1-56060-017-9.
3. 1 2 3  Bob Kane Biography (1914-1998) （页面存档备份，存于）. Accessed May 8, 2008
4. ↑  Biography by Joe Desris, in Batman Archives, Volume 3 (DC Comics, 1994), p. 223 ISBN 1-56389-099-2
5. ↑  Daniels, Les. Batman: The Complete History. Chronicle Books, 1999. ISBN 0-8118-4232-0, pg. 18.
6. ↑  Kane, Bob; Tom Andrae. . Forestville, CA: Eclipse Books. 1989: 41. ISBN 1-56060-017-9.
7. ↑  Walker, Brian. The Comics Since 1945 (Harry N. Abrams), pp. 10-12
8. ↑  Steranko, Jim. The Steranko History of Comics (Supergraphics, Reading, Pa., 1970; ISBN 0-517-50188-0), p. 44
9. ↑  /2007_03_15.html#013103 POV Online (column of March 15, 2007): "News from Me: Arnold", by Mark Evanier 的存檔，存档日期2011年12月25日，.
10. 1 2  Boxer, Sarah. "Bob Kane, 83, the Cartoonist Who Created 'Batman,' Is Dead" （页面存档备份，存于）, The New York Times November 7, 1998